# Panel cerámico de San José de la calle San José (Castellón de la Plana)
El panel cerámico de San José es un panel cerámico devocional o capillita callejera ubicada en Castellón de la Plana (España). Se emplaza en su ubicación original, una casa de tipología tradicional en la calle San José de la Capital de la Plana. Estas capillitas dedicadas a una devoción cristiana se popularizaron a mediados del siglo XVIII como una forma de religiosidad popular y emplearon azulejos para representar las imágenes debido prestigio del material en la época, su pervivencia en el tiempo y a la facilidad para ser ejecutados por ceramistas dibujando a mano como si se tratara de un lienzo para un cuadro en un caballete.
Se cree que en toda el municipio de Castellón existen alrededor de 50 paneles cerámicos devocionales de todas las épocas. Los 7 más antiguos, es decir los que sobrevivieron a las corrientes iconoclastas y estéticas de principios del siglo XX, y al anticlericalismo que sufrió la ciudad en agosto de 1936 en los albores de la guerra civil española, fueron declarados por el Catálogo de protecciones del nuevo plan general urbanístico que se encontraba en tramitación en 2021, Bienes de relevancia local de forma genérica por la reforma de la Ley de Patrimonio Cultural Valenciano, Sin embargo no ha sido incluido aún en el Inventario General del Patrimonio Cultural Valenciano (IGPCV).

## Descripción
Emplazado en su lugar original, el lado derecho de la fachada de una casa particular, a la altura de la primera planta junto al balcón de la misma. El panel se encuentra dentro de una hornacina empotrada en el muro de 80 x 60 cm, y con una profundidad de 20 cm, su única decoración son los azulejos situados en los laterales decorados con una cinta que envuelve un motivo vegetal.
El panel cerámico que muestra al santo está formado por 12 piezas de 20 x 20 cm dispuestos en tres hileras verticales de 4 piezas cada una que parece ser fueron fabbricados en un taller local a finales del siglo XIX. La imagen representa a San José de pie y con Jesús en el brazo sobre un pedestal cubierto de nubes y rodeado de ángeles, encima de los personajes aparece la representación del Espíritu Santo.
Presenta un estado de conservación aceptable y está exento de elementos impropios en su alrededor pese a que a cierta distancia por debajo de él transcurre un cableado. Su visibilidad es buena.